# Elena Lasconi
Elena-Valerica Lasconi (Hátszeg, 1972. április 20. –) román politikus és korábbi újságíró. 2020-tól az Argeș megyei Câmpulung polgármestere, a 2024-es önkormányzati választáson pedig sikeresen újraválasztották. 2024. június 26. és 2025. május 5. között a Mentsük meg Romániát Szövetség (USR) elnöke volt, és pártja nagy többséggel választotta elnökjelöltjévé a 2024-es romániai elnökválasztásra.

## Magánélete
Elena Lasconi Erdélyből származik, a Hunyad megyei Hátszegen született. 1990-ben érettségizett a dévai Mária Királyné Nemzeti Pedagógiai Középiskolában. Felsőfokú tanulmányait a Dévai Traianus Ökológiai Egyetemen folytatta, ahol 2001-ben végzett turisztikai és kereskedelmi menedzsment szakon. Emellett 1999-ben a BBC Televíziós Iskolában járt, és 2007-ben a szakmai kompetenciák értékelője lett, a National Center for the Training and Improvement of Coaches (CNFPA) tanúsításával.
18 évesen ment férjhez először. A házasság négy évig tartott, melyből egy lánya, Oana született, akit a válás után egyedül nevelt fel. 40 évesen, 2012-ben újra megházasodott; férje Cătălin Georgescu, akivel nem született közös gyermeke.

## Újságírói pályája
Elena Lasconi több mint két évtizedig szolgált újságíróként, mely során komoly hírnévre tett szert. 1996-tól 2020 márciusáig a Pro TV-nél dolgozott, ahol számos különféle szerepet töltött be: volt többek között riporter, tévéproducer, haditudósító, híradós műsorvezető és tréner. Nevezetes feladatai közé tartozott olyan fontos nemzeti és nemzetközi események bemutatása, mint az 1999. januári bányászjárás, a koszovói és afganisztáni háború, az 1999-es törökországi földrengés, valamint a romániai elnökválasztásokról és parlamenti& választásokról való tudósítás. Közreműködött a România, te iubesc! műsorban és számos médiakampányban, amelyek olyan fontos társadalmi kérdésekkel foglalkoznak, mint a családon belüli erőszak, a gyermekkereskedelem és a vidéki oktatás. Ez a hosszú tapasztalat jelentős ismertséget és erős népszerűséget hozott neki, ami nagyban segítette későbbi politikai pályáját is.
Mielőtt csatlakozott volna a Pro TV-hez, Lasconi 1995 és 1996 között szülővárosában, Hátszegen a Radió T5 ABC programigazgatója és műsorvezetője volt. Részt vett az Országos Audiovizuális Tanács sugárzási engedélyének megszerzésében, valamint az állomás műsorainak és rendezvényeinek elkészítésében és irányításában.

## Politikai pályája
Elena Lasconi 2018-ban lépett be pártjába, a Mentsük meg Romániát Szövetségbe (USR). 2019-től 2020-ig az Európai Strukturális és Beruházási Alapok abszorpciójával, jogalkotásával és szabályozásával foglalkozó tanfolyamokat végzett Romániában és Brüsszelben a Renew Europe – O Țară ca Afară program keretében.

### Câmpulung polgármestereként
Elena Lasconit először 2020-ban választották meg Câmpulung polgármesterének, legyőzve Liviu Țâroiu hivatalban lévő szociáldemokrata párti (PSD) polgármestert. A mandátum elnyerése után a város modernizálására tett kezdeményezéseivel tűnt ki. Népszerűsége biztosította számára az újraválasztását a 2024-es önkormányzati választáson, amikor is 69,58%-os eredménnyel, földcsuszamlásszerű többséggel újraválasztották.
Polgármestersége alatt fejlesztették a város egészségügyi ellátását, emellett több mint 100 000 négyzetméternyi zöldfelületet, kosárlabdapályát, multifunkcionális tereket, tornaparkokat, jégpályákat, játszótereket és felnőttek számára alkalmas fitneszfelszereléseket alakítottak ki. Lasconi népszerűsítette Câmpulungot turisztikai célpontként, és jó kapcsolatokat épített ki belföldi és nemzetközi szervezetekkel egyaránt.

### A Mentsük meg Romániát Szövetség elnökeként
Az Egyesült Jobboldali Szövetség (ADU) – amelynek vezető pártja volt az USR – kiábrándító eredményei arra késztették Cătălin Drulă addigi pártelnököt, hogy lemondjon, és június 26-án belső szavazásra szólítsa fel az új elnök személyét. Lasconi rövid ideig vezette az USR jelöltjeinek listáját a 2024-es európai parlamenti választásokon, a posztról azonban éppen a nem sokkal később megbukott pártelnök, Cătălin Drulă kérésére mondott le, így Lasconit még részben sem tették felelőssé pártjának az európai parlamenti választáson elért gyenge eredménye miatt.
Elena Lasconi a határidő lejárta előtti utolsó napon nyújtotta be jelöltségét a pártelnökválasztáson történő induláshoz. Dominic Fritz, Temesvár polgármestere és az elnökválasztásért folyó verseny korábbi favoritja visszavonta jelöltségét, és ezután Lasconi lett az új favorit. A 25 607 szavazásra jogosult tag 11 333 szavazatából 7701 szavazattal (68,14%) választották elnökké. Köszöntő beszédében Lasconi hangsúlyozta a párton belüli egység és eltökéltség szükségességét, kiemelve az USR újjáépítésének fontosságát a jelenlegi romániai politikai légkör ellensúlyozása érdekében. Bírálta a hagyományos pártok közötti hatalomkoncentrációt, és kifejezte elkötelezettségét a tisztelet, a kemény munka és a hatékonyság előmozdítása mellett, támaszkodva sikeres polgármesteri szolgálatára.
Ezt követően június 29-én nagy fölénnyel a párt jelöltjévé választották a 2024-es elnökválasztásra, a kongresszuson a szavazatok 94,31%-át sikerült megszereznie.

## Választási eredményei

### Polgármester-választás Câmpulungban
| Választás | Jelölő szervezet                                                   | Választási eredmény | Választási eredmény | Választási eredmény |
| Választás | Jelölő szervezet                                                   | Szavazatok száma    | Százalék            | Helyezés            |
| --------- | ------------------------------------------------------------------ | ------------------- | ------------------- | ------------------- |
| 2020      | USR PLUS                                                           | 7484                | 56,76%              | 1.                  |
| 2024      | Egyesült Jobboldali Szövetség (románul Alianța Dreapta Unită, ADU) | 9203                | 69,58%              | 1.                  |

### Elnökválasztás
| Választás | Jelölő szervezet | Első forduló | Első forduló | Első forduló | Második forduló  | Második forduló | Második forduló |
| Választás | Jelölő szervezet | Szavazatok   | Százalék     | Pozíció      | Szavazatok száma | Százalék        | Helyezés        |
| --------- | ---------------- | ------------ | ------------ | ------------ | ---------------- | --------------- | --------------- |
| 2024      | USR              | 1 772 500    | 19,18%       | 2.           | TBD              | TBD             | TBD             |

## Fordítás
Ez a szócikk részben vagy egészben  az   Elena Lasconi című angol Wikipédia-szócikk ezen változatának fordításán alapul.  Az eredeti cikk szerkesztőit annak laptörténete sorolja fel. Ez a jelzés csupán a megfogalmazás eredetét és a szerzői jogokat jelzi, nem szolgál a cikkben szereplő információk forrásmegjelöléseként.